# Älmten (Mörlunda socken, Småland)
Älmten är en sjö i Hultsfreds kommun i Småland och ingår i Emåns huvudavrinningsområde.